# التا والسوگانا ا برزنتال
التا والسوگانا ا برزنتال (به ایتالیایی: Alta Valsugana e Bersntol) یک منطقهٔ مسکونی در ایتالیا است.

## خصوصیات
التا والسوگانا ا برزنتال ۳۶۰٫۰۴ کیلومترمربع مساحت و ۵۲٬۱۶۲ نفر جمعیت دارد.